# Gavarnie
Gavarnie (in occitano e guascone Gavarnia), è un comune francese soppresso e frazione del dipartimento degli Alti Pirenei della regione dell'Occitania. Dal 1º gennaio 2016 si è fuso con il comune di Gèdre per formare il nuovo comune di Gavarnie-Gèdre.
Più che per l'insediamento, che conta soltanto un centinaio circa di abitanti, Gavarnie è celebre per la sua posizione e per le numerose meraviglie naturali del suo territorio comunale, soprattutto il famoso Circo di Gavarnie (Cirque de Gavarnie).

## Geografia fisica
La piccola località situata sui Pirenei confina con la Spagna e il suo territorio ha un'altitudine molto varia: da 1.200 metri a 3.298 metri.
È attraversata dal fiume Gave de Gavarnie che forma più a valle la Gave de Pau.

### Circo di Gavarnie
Nel territorio comunale, raggiungibile a piedi in un'ora e mezza, sorge il "Cirque de Gavarnie", una immensa parete verticale di forma ellittica formata dalle pendici a picco delle montagne. Il fondovalle, abbastanza piatto, ha una forma ellittica il cui diametro inferiore è di circa 1 chilometro. Osservare dal fondovalle lo schieramento di montagne a picco (dislivello 400-500 metri) con innumerevoli cascate è spettacolare. Tra le cascate la più alta, la "Grande cascata", ha un'altezza di 422 metri e fa il salto più alto di tutta l'Europa.
Nel 1997 il Cirque di Gavarnie è stato dichiarato patrimonio dell'umanità dall'UNESCO.
Altro punto di notevole interesse è la Breccia di Orlando (Breche de Roland in francese), una particolare conformazione su una delle vette dei monti circostanti con una forma quadrata particolarmente insolita.

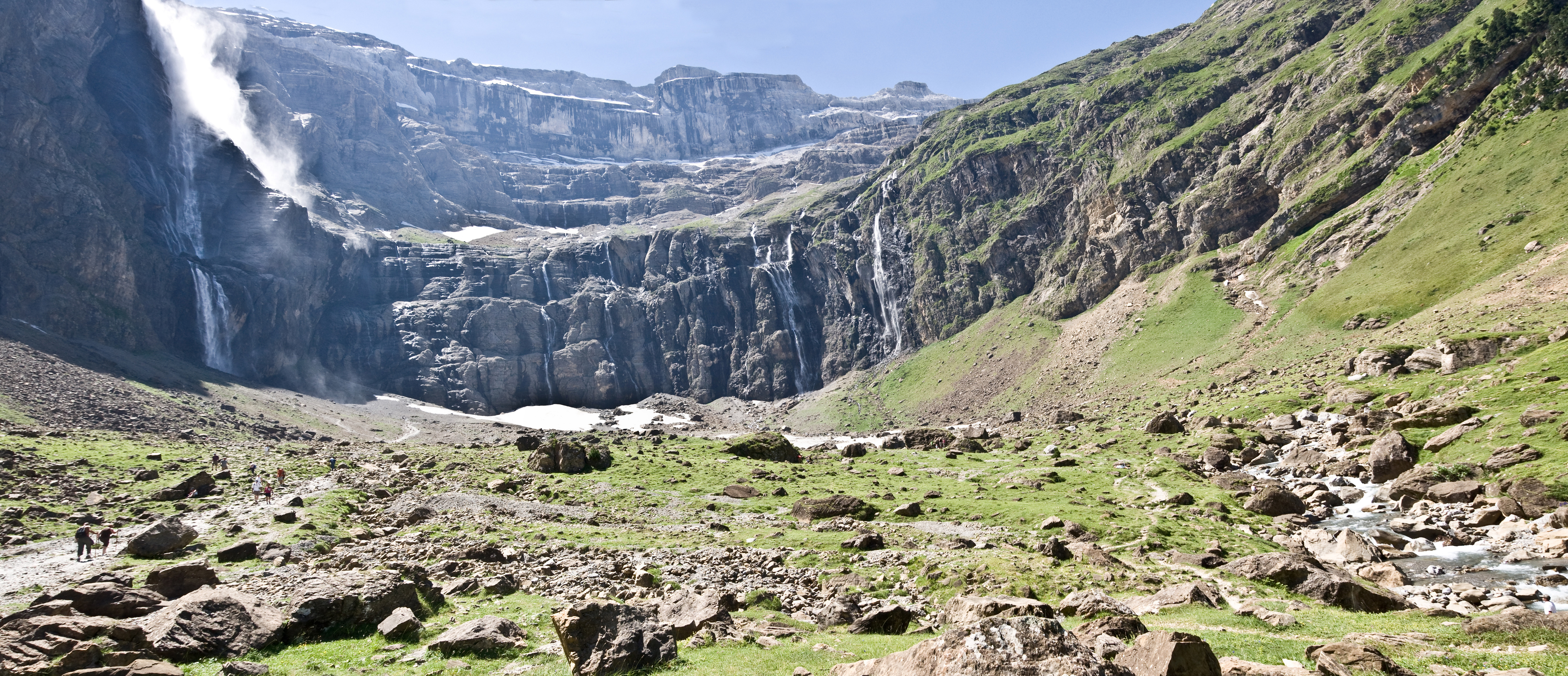
Cirque e cascate
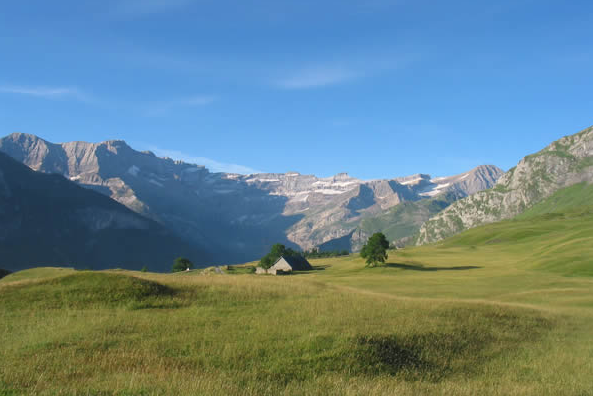
Panorama del parco
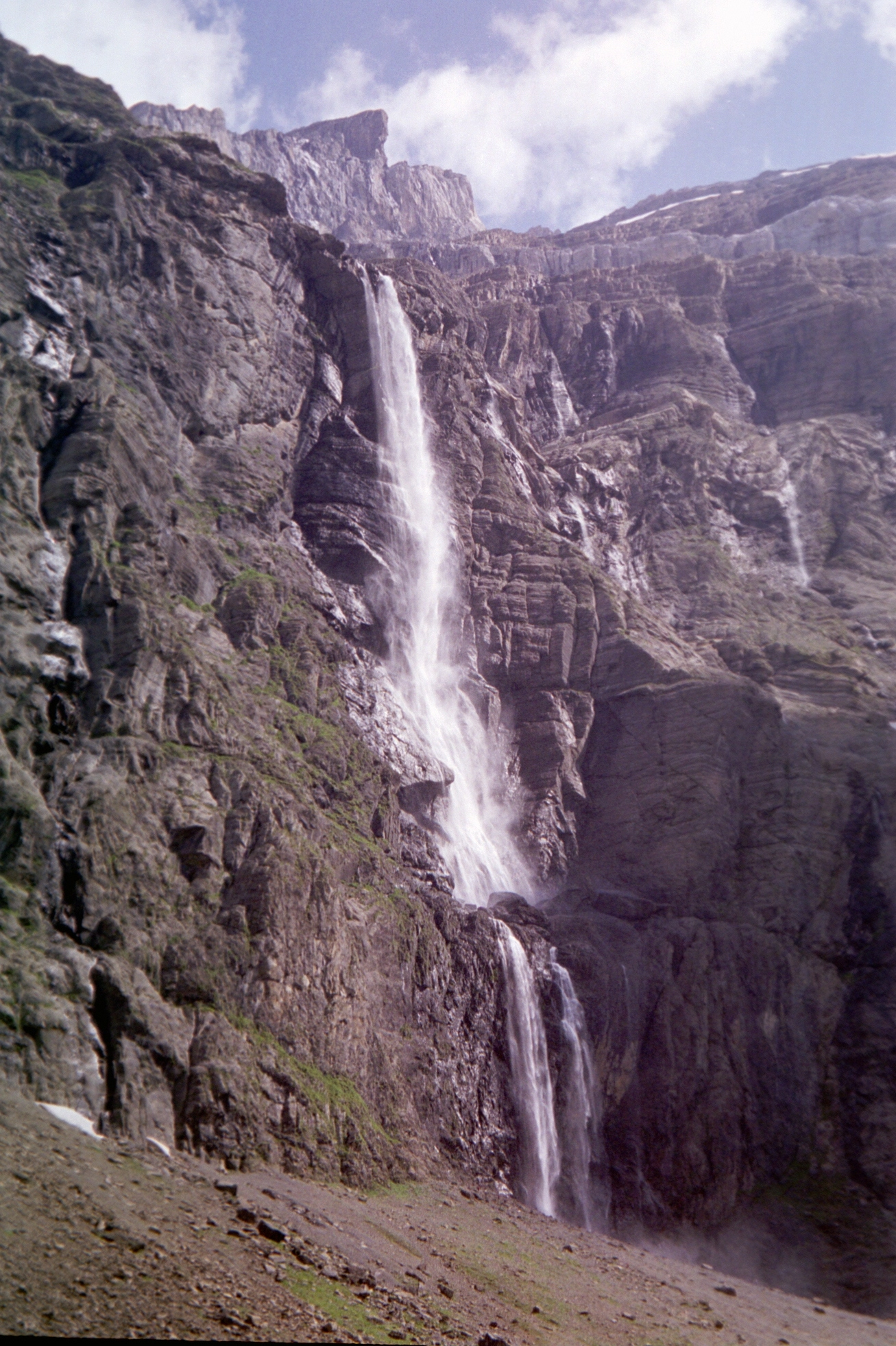
La Grande Cascata
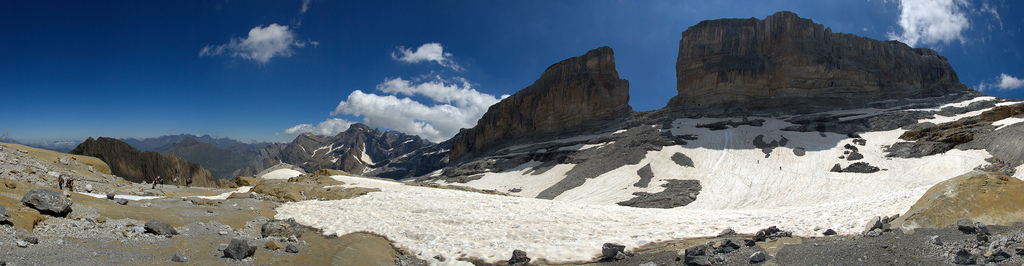
Breccia di Orlando

## Società

### Evoluzione demografica
Abitanti censiti